# Ruski kaganat
Ruski kaganat – nazwa stosowana w historiografii na określenie hipotetycznego tworu państwowego Rusów w IX wieku.
Teoria o istnieniu w IX wieku państwa słowiańskiego na terenach późniejszej Rusi Kijowskiej powstała na skutek interpretacji źródeł pisanych, dotyczących tego okresu, w których na określenie wodza plemion wschodniosłowiańskich używano tytułu chacanus, tj. kagan (vel chakan). W VII wieku nad ziemiami ruskimi rozciągnęło zwierzchnictwo państwo Chazarów, graniczące z Rusią od południowego wschodu. Niemniej jednak z powodu dużej odległości więzi pomiędzy Chazarami a Rusią były luźne i ograniczały się do ściągania daniny. W VIII wieku pojawiły się dogodne warunki do rozwoju państwowości ruskiej.
Najstarsza wzmianka o ruskim kaganie pochodzi z 839 roku. Termin odnotowany został przez Annales Bertiniani: Wysłał również [cesarz Teofil] z nimi [ze swoimi posłami] pewne osoby, które utrzymywały, że nazywa się je, tzn. ich lud – Rhos, a których wysłał do niego [do Teofila] ich władca, mający tytuł chacanus... Władcy Rusi Kijowskiej stosowali tytuł kagana do połowy XI wieku. W powstałej w 983 roku (na Rusi Kijowskiej panował Włodzimierz Wielki) Księdze granic świata nieznanego autora perskiego, który zapewne korzystał z wcześniejszych, pochodzących z VIII–IX wieku, prac geografów arabskich i środkowoazjatyckich istnieje następująca wzmianka: Ich [Słowian wschodnich] władcę zwą rus-chakan.
Tytuł kagan używany był przez wielkich książąt kijowskich do połowy XI wieku, niemniej pojawiał się jeszcze w tekstach XII-wiecznych. Metropolita kijowski Hilarion w swoich traktatach Słowo o zakonie i łasce i Wyznanie wiary, datowanych na połowę XI wieku, nazwał kaganem Włodzimierza Wielkiego i Jarosława Mądrego. Napis na ścianie Soboru Mądrości Bożej w Kijowie Zbaw, Panie, naszego kagana prawdopodobnie odnosi się do panującego w Kijowie w latach 1073–1076 Światosława II. Ostatni raz książę kijowski został nazwany w źródłach pisanych kaganem przez autora pochodzącego z końca XII wieku Słowa o wyprawie Igora. Wzmianka odnosi się do księcia Olega Michała.